# Косогоры (Мордовия)
Косогоры (эрз. Госагыр) — село в Большеберезниковском районе Мордовии. Административный центр Косогорского сельского поселения. В селе числится 4 улицы: Интернациональная, Нагорная, Ленина, Советская.

## География
Расположено на речке Семилейке в 25 км от железнодорожной станции Чамзинка. Находится в 13 км северо-западу от районного центра — села Большие Березники и 39 км к востоку от Саранска. Высота центра селения над уровнем моря — 175 м.

## Название
По мнению А. А. Гераклитова, название-характеристика: население обосновалось у склона горы.
Современное название Косогоры русское, сами же жители говорят: «Госагыр вэлэ». Первоначальное название Косогор было- Новые Кергуды. Село так же называли Никольское.

## Основание
Косогоры считаются переселенческим селом и относятся к числу наиболее ранних поселений в Мордовском Присурье.

## Инфраструктура

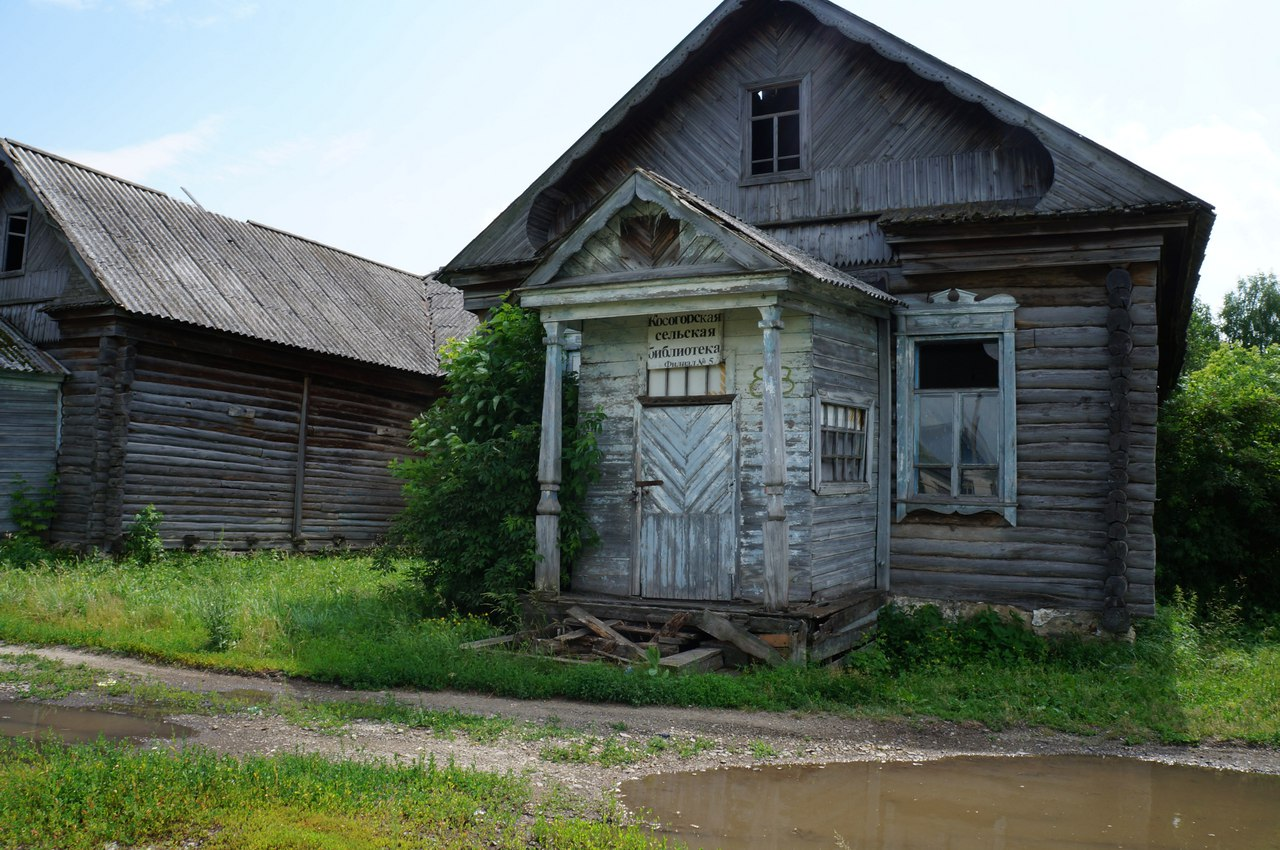
Сельская библиотека

В селе расположены средняя школа, Дом культуры, медпункт, библиотека, магазин.

## Население
На 2001 год численность населения составляла 567 человека.
| 2002 | 2010 |
| ---- | ---- |
| 522  | ↘384 |

## Достопримечательности

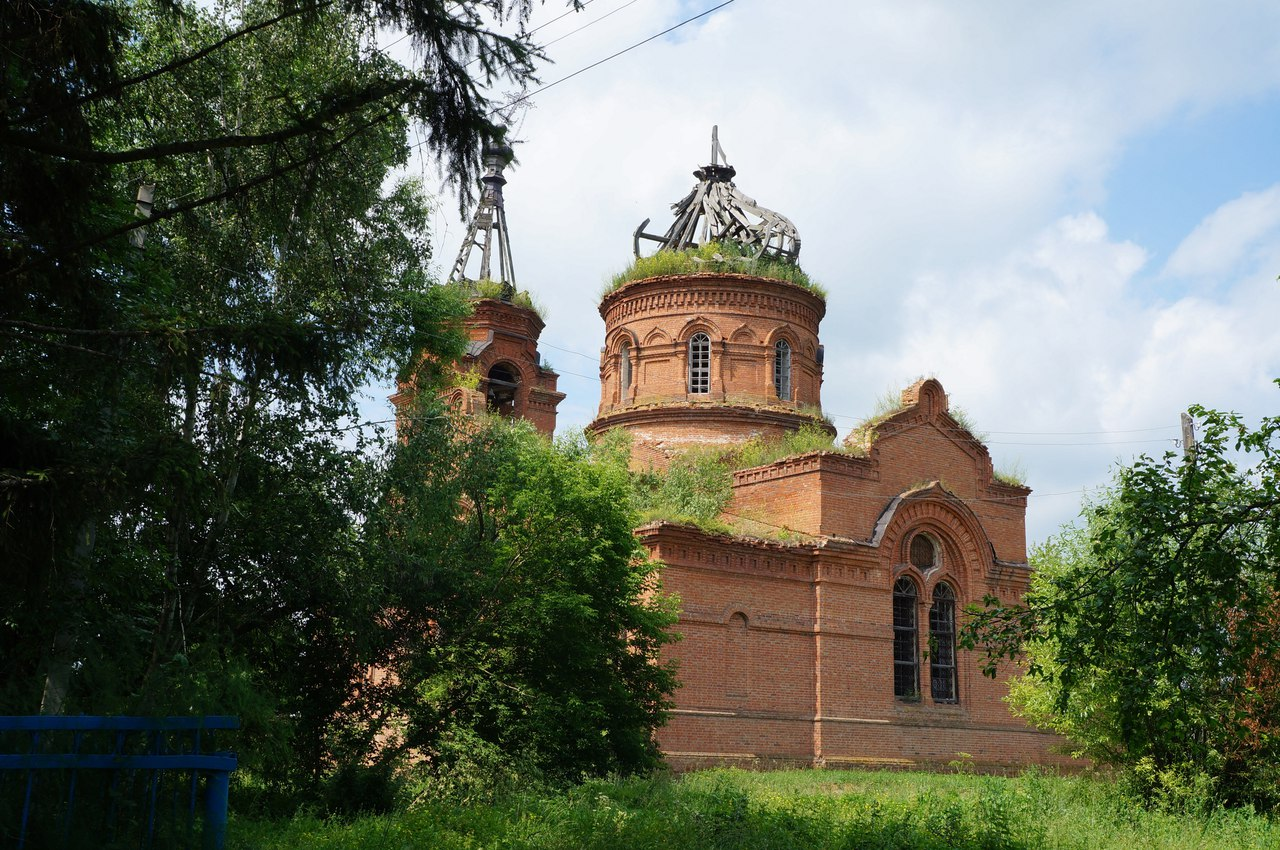
Никольский храм

- Памятник воинам-землякам, погибшим в годы Великой Отечественной войны.
- Никольский храм — памятник архитектуры республиканского значения[5].

## Известные жители

### Уроженцы села
- Арташкин Пётр Трофимович — участник Великой Отечественной войны. Был награждён Орденом Отечественной Войны, а также медалями «За отвагу», «За победу над Германией» и многими юбилейными наградами. Умер в Самаре 11 марта 2007 года. Похоронен на Рубежном кладбище г. Самара на ветеранской аллее.
- Вдовин Иван Сергеевич — участник Великой Отечественной войны[6].
- Маркин Андрей Семенович — участник Великой Отечественной войны. Погиб при штурме Берлина 27 апреля 1945 года в звании гвардии старший лейтенант. Являлся командиром взвода Т34. Был посмертно награждён Орденом Отечественной войны второй степени 26.06.1945 г.[7].
- Пьянзина Надежда Сергеевна — медицинская сестра, в 2006 году была признана лучшей детской медицинской сестрой в Республике Мордовия. Приз ей вручал лично Глава Республики Мордовия — Николай Иванович Меркушкин[8].
- Пантелеймон Егорович Николаев(1847-1916) — участник русско-турецкой войны 1877—1878 гг., был полным кавалером Знака Отличия Военного ордена, награждён именной шпагой и кисетом, вышитым золотом.[9]
- Александра Петровна Лавровская — знаменитый педагог дважды награждена орденами Ленина, Трудового Красного Знамени.

## Источник
- Энциклопедия Мордовия, Н. Н. Щемерова.